# 1993年ビル・クリントン大統領就任式
1993年ビル・クリントン大統領就任式（First_inauguration_of_Bill_Clinton）についてここでは述べる。
1993年1月20日に、第42代アメリカ合衆国大統領となるビル・クリントンと、第45代アメリカ合衆国副大統領となるアル・ゴアの就任式がアメリカ合衆国議会議事堂で挙行された。
クリントン政権の一期目のスタートであり、また1976年以来16年ぶりの民主党政権のスタートとなった。

## 概要
1992年11月3日に行われたアメリカ合衆国大統領選挙の結果、民主党の大統領候補であったビル・クリントン、副大統領候補であったアル・ゴアが当選し、現職の共和党の大統領候補であったジョージ・H・W・ブッシュ大統領と、副大統領候補であったダン・クエール副大統領が落選した。1993年1月20日にクリントンとゴアの就任式が開催された。

## 1992年の選挙
当時の大統領であったブッシュは、湾岸戦争での指導力やマルタ会談での冷戦終結への貢献、更にはNAFTAへの調印などといった外交面での成果が高く評価されており再選は固いと見られていた。しかしながら内政面では景気の後退や財政赤字、更にはロス暴動などにみられる大都市問題があり、更にはブッシュ自身が減税はしないという約束を反故にしていた。これを見た当時のアーカンソー州知事だったクリントンは、上院議員であったゴアを副大統領候補に、経済・財政再建を第一の公約にして選挙活動を繰り広げた。また内政問題を軽視していたブッシュを「"It's the economy, stupid"（日本語訳：経済こそが重要なのだ、愚か者）」と批判した。その結果ブッシュに知名度では圧倒的に劣っていたクリントンが、獲得選挙人の数において約200名の大差をつけブッシュを下し当選した。

## 大統領就任式
大統領就任式と昼食会は、1901年以降の全ての就任式と同様に、議会就任式典合同委員会によって計画され、挙行された。ウェンデル・H・フォード上院議員が、委員会の議長を務めた。委員会は発足に3300万ドルを費やしたと推定されている。

### 副大統領の就任宣誓
式典はゴア新副大統領の就任宣誓から始まった。バイロン・ホワイト判事は、副大統領としての宣誓分を読み上げそれにゴアが続いた。
私、［名前］は、合衆国憲法を国外と国内の全ての敵から擁護・防衛し、真の信義と忠誠を（憲法に対して）抱き、この義務を一切の心理留保や逃避の意図なく自由（な意志の下）に引き受け、私が就こうとする職責を良好にかつ信義をもって履行することを、厳粛に誓う（または確約する）。神よ照覧あれ。

“I, do solemnly swear (or affirm) that I will support and defend the Constitution of the United States against all enemies, foreign and domestic; that I will bear true faith and allegiance to the same; that I take this obligation freely, without any mental reservation or purpose of evasion; and that I will well and faithfully discharge the duties of the office on which I am about to enter. So help me God.”

### 大統領就任宣誓
正午に、ウィリアム・レンキスト最高裁長官の先導に従いクリントン新大統領が就任宣誓を行った。宣誓は、彼の祖母が彼に与えた欽定訳聖書が使用された。彼のそばに立っていたのは、ガラテヤ人への手紙第6章9節に開かれた聖書を持っていた娘のチェルシーと妻のヒラリーだった。

### 大統領就任演説
その後、12年ぶりの民主党大統領（ジミー・カーター以来）としてクリントンが就任演説を行った。クリントン大統領は1,598語の演説で、指導者としての意向を国民に伝えた。クリントンは、変化を前向きな要因として描写し、恐れるものではないと語り、聴衆にアメリカには大恐慌や南北戦争などの例を挙げて、大胆な行動を通じて課題を克服し、その過程でより良い方向に自らを再び創造してきた歴史があることを思い出させた。ポスト冷戦時代に選出された初代大統領として、クリントンはアメリカの更新の重要性を強調し、彼がアメリカで前向きな変化を起こすために働くだろうとほのめかした。 アメリカの国歌である「星条旗」とアメリカの愛国歌である「ゴッド・ブレス・アメリカ」は、どちらもクリントンの演説に続いて演奏された。

### 詩
クリントンの就任演説の後、マヤ・アンジェロウは彼女の詩「朝の鼓動について」を引用した。アンジェロウが就任式のために特別に書いたこの詩は、変化、責任、経済安全保障の確立における大統領と市民の役割など、大統領就任演説とテーマが共通していた。アンジェロウは、1961年にジョン・F・ケネディの就任式で詩を引用したロバート・フロストに続いて、大統領就任式で詩を読んだ史上2番目の詩人になった。

### 出席
就任式では、当時歴代の就任式で史上2番目の数である80万人の群衆を集めた。当時最多だったリンドン・B・ジョンソンの就任式では、120万人のも群衆が就任式に駆け付けた。なお2009年でのバラク・オバマ就任式では史上最多の140万人のも群衆が駆け付けた。

## 儀式後の伝統

### ブッシュ退任
議事堂での就任式の後、クリントン・ゴア夫妻は議事堂を去るブッシュ前大統領夫妻を見送った。その後前大統領夫妻はテキサス州ヒューストンへと戻った。

### 議会の昼食会
クリントンとゴアは、就任式の直後に議会が開催した昼食会で名誉ゲストとして呼ばれた。昼食会は彫像ホールで開催され、両院の指導者と大統領および副大統領のゲストが出席した。伝統的に、ブッシュ・クエール前正副大統領は出席しなかった。

### 初のパレード
昼食後、クリントン夫妻はペンシルベニア通りを下ってホワイトハウスに向かい、続いて儀式用の軍事連隊、市民グループ、マーチングバンド、山車の行列が続いた。クリントンはペンシルベニア通りの途中でリムジンを下り、通りに並ぶ大勢の群衆の歓声にこたえた。クリントンはリムジンから降りてからのをホワイトハウスまでの短い距離を歩き、数分後にゴアが続いた。

### 就任舞踏会
パレードの後、新正副大統領とその家族は11の公式就任舞踏会に出席した。

## 就任委員会のメンバー
- ウェンデル・H・フォード上院議員（D-KY）、会長
- ジョージ・J・ミッチェル上院議員（D-ME）
- テッド・スティーブンス上院議員（R-AK）
- トム・フォーリー議員（D-WA）
- ディック・ゲッパート議員（D-MO）
- ロバート・H・ミシェル議員（R-IL）
- ジョン・チェンバース、事務局長（元UPI 特派員、ウィテカー・チェンバースの息子、以前はロナルド・レーガンの2回目の就任式の事務局にいた。